# Gabriel Fuster i Mayans
Gabriel Fuster i Mayans (Palma, 15 d'abril de 1913 - 19 de gener de 1977) fou un periodista i articulista mallorquí.
Va estudiar dret a Barcelona i Saragossa. El 1952 va publicar «Tres viatges amb calma per l'illa de la calma» obra costumista escrita entre 1944 i 1948, on va practicar un humorisme informal i anecdòtic. Va ser redactor del diari «Baleares» on va fer crítica d'art amb el pseudònim «Gafim» i escrivint en català des dels anys cinquanta. Fou regidor i promotor dels Premis Ciutat de Palma i des de 1977 té un bust a la plaça Major.
Amb 23 anys va viure la Guerra Civil Espanyola a la primera línia del front a les files del bàndol nacional, on va escriure unes cartes a la seva novia que han permès reconstruir el seu paper durant el desembarcament de Mallorca d'Alberto Bayo Giroud entre el 16 d'agost i el 12 de setembre del 1936. El 19 d'abril de 1938 es va casar amb Maria Antònia Sureda Sancho. Tingué amistat amb Bartomeu Rosselló-Pòrcel a la seva joventut.